# Klokočovnik
Klokočovnik – wieś w Słowenii, w gminie Slovenske Konjice. W 2018 roku liczyła 184 mieszkańców.